# Cantone di Auray
Il Cantone di Auray è una divisione amministrativa dell'arrondissement di Lorient.
A seguito della riforma approvata con decreto del 21 febbraio 2014, che ha avuto attuazione dopo le elezioni dipartimentali del 2015, è passato da 9 a 7 comuni.

## Composizione
I 9 comuni facenti parte prima della riforma del 2014 erano:
- Auray
- Le Bono
- Crach
- Locmariaquer
- Plougoumelen
- Plumergat
- Pluneret
- Saint-Philibert
- Sainte-Anne-d'Auray

Dal 2015 i comuni appartenenti al cantone sono i seguenti 7:
- Auray
- Crach
- Locmariaquer
- Plumergat
- Pluneret
- Saint-Philibert
- Sainte-Anne-d'Auray